# Dizzy Gillespie
John Birks „Dizzy” Gillespie (Cheraw, Dél-Karolina, 1917. október 21. – Englewood, New Jersey, 1993. január 6.) kétszeres Grammy-díjas amerikai jazz-trombitás, zenekarvezető, énekes és zeneszerző. Gillespie, Charlie Parkerrel együtt fontos figurája volt a bebop és a modern jazz fejlődésének.
Óriásira dagadt arcával, deformált trombitájával, valamint csodálatos trombitajátékával összetéveszthetetlenül magára vonta az emberek figyelmét.
Trombitájának érdekes „balesete” egy fellépés alkalmával történt, 1953. január 6-án, amikor egyik barátja véletlenül leejtette Diz´ trombitáját, ami maradandó károsodást szenvedett. Azonban a fiatal zenész csöppet sem bánta a dolgot; elkezdett fújni megváltozott hangszerén, és rájött, hogy a trombita hangja másfelé, másképp szól. Tetszett neki az újdonság, és megtartotta az újítást; ezentúl csak ilyen hangszeren fújt.

## Életpályája

### Korai évek, és a karrier kezdete

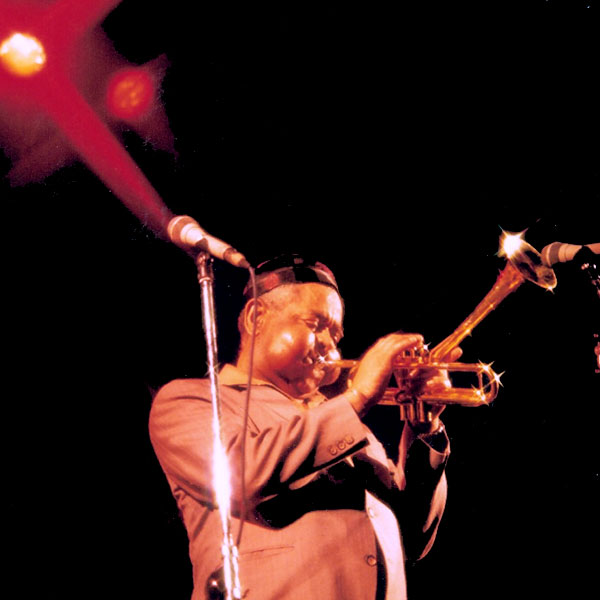
Dizzy Gillespie (1988)

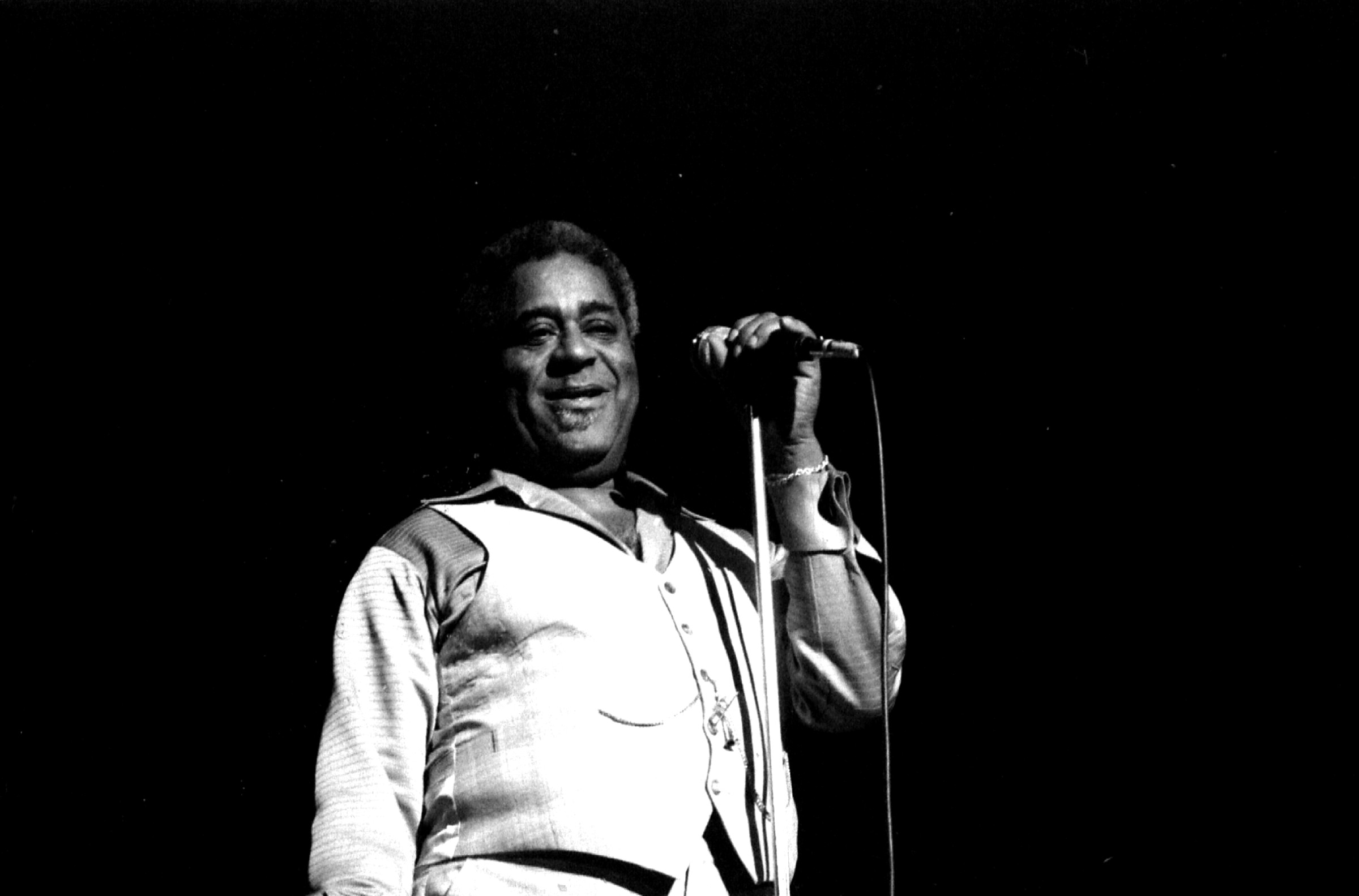
Dizzy Gillespie (1978)

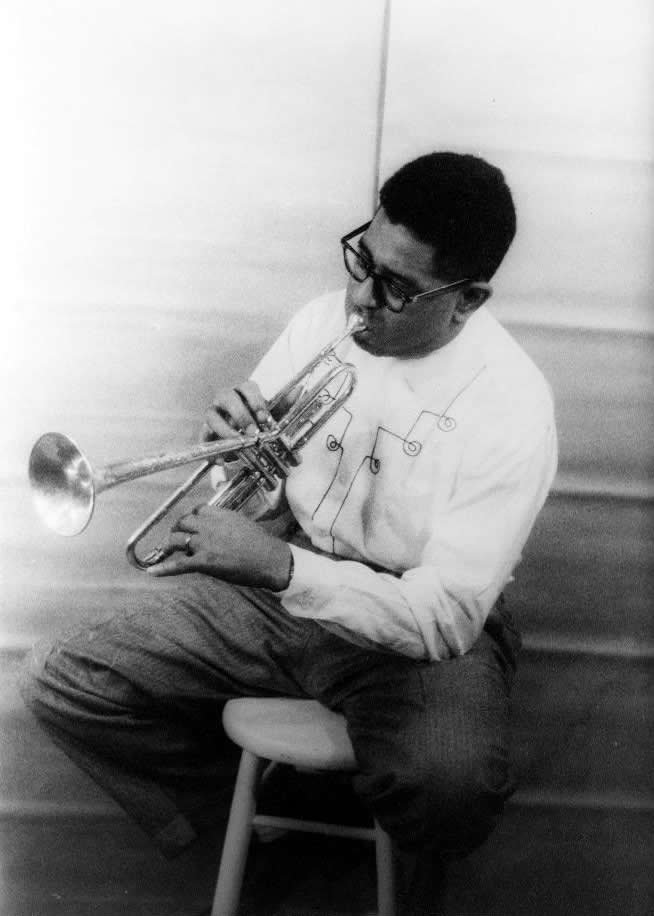
Dizzy Gillespie (1955)

Dizzy egy tízgyermekes család legfiatalabb sarjaként jött a világra. Édesapja általában verte gyermekeit, Gillespie tízéves volt, amikor apja meghalt. Azonban játszott mindazokon a hangszereken, amelyeknek a kis Diz´ szerette hallani a hangját, és ennek hatására kezdett el zenélni.
12 éves korában felvételt nyert az Észak-karolinai Zenei Konzervatóriumba. 1935-ben úgy döntött, elhagyja az iskolát, és hamarabb belecsöppen a zenei vérkeringésbe. Elsőként Frankie Fairfax zenekarába csapódott, és elkészítette élete első hangfelvételét is Teddy Hill zenekarával.
Miután ezekben az együttesekben csak alkalmilag játszott, felvetődött a kérdés, hol találhat állandó „állást”. Végül Cab Calloway zenészei között talált helyet magának, azonban Callowayjal nem igazán értették meg egymást, sokszor támadt nézeteltérésük, Cab kritizálta is Gillespie-t, hogy amit játszik, az „kínai zene”… Ezek után Calloway megvádolta Dizzyt, hogy az egyik koncert alatt leköpte őt.
A fiatal, forróvérű trombitás ezen vérig sértődött, és egy késsel megsebesítette a zenekarvezetőt a lábán. Itt nem volt többé maradása. Egy apró kitérő Duke Ellington zenekarában zárta le életének első szakaszát.

### A bebop felemelkedése
A következő időszak jelentette a fordulópontot a fiatal zenész életében, ugyanis Charlie Parkerrel olyan számokat adtak elő, mint az A Night In Tunisia, vagy a Salt Peanuts – amelyeket ráadásul ő komponált –, és a mai napig a jazztörténelem gyöngyszemei. Olyan klubokban adták elő új szerzeményeiket, mint a Minton´s Playhouse-ban, vagy a Monroe´s Uptown House-ban, amelyek az akkori zenei élet központi klubjai voltak.
Az új stílus sokakat megmozgatott, és megihletett, hiszen virtuozitásával, zenei sokszínűségével, improvizációival eltért a jazz-ben eleddig megszokottól. Olyanok követték Gillespie-t, mint Miles Davis, vagy Max Roach. Sajnos azonban túl hamar vége szakadt ennek a zenekarnak is ebben a felállásban; Parker Miles Davisszel játszott tovább, Diz´, pedig folytatta a maga útját.
Kisebb zenekarokat vezetett, például egyet Milt Jacksonnal, John Coltrane-nel és Lalo Schifrinnel. 1952-ben Franciaországba tett egy rövid, egyéves kitérőt, szerencsét próbálni. Egy évvel később számos sikeres koncertet, és egy lemezfelvételt maga mögött tudva érkezett vissza az Egyesült Államokba, telve önbizalommal. Nagy álma volt, hogy egy nagyzenekart vezethessen, ami 1956-ra meg is valósult. Még ugyanebben az évben a Közel-Keleten koncerteztek, és Diz´ találóan csak a „jazz nagykövetei”-nek nevezte zenekarát.

### Az afro-kubai stílus
A jazz történetében Gillespie volt az első, aki – már az 1940-es évek környékén, évtizedekkel megelőzve korát és zenésztársait – bevett zenéjébe latin és az afro-kubai zenei elemeket, ami tartalmazott popot és salsát is. A két stílus keveredése ihlette a Manteca, illetve a Tin Tin Deo című számot is.
Fontos dátum 1977, amikor Dizzy kubai fellépéssorozata alkalmával megismerkedhetett Arturo Sandovallal, a fiatal, tehetséges trombitással, akivel ezután hosszú éveken át zenélt együtt, és barátságuk is életük végéig kitartott. Sandoval ma is tisztelettel adózik egykori mesterének, sok melódiát megtartott a régi baráttól.

### Kései évek, és a halál
Gillespie 1979-ben tette közzé önéletrajzát To Be or not to Bop néven. Az 1980-as években Dizzy az Amerikai Nemzeti Zenekart is vezette. Három éven keresztül Flora Plurim, majd David Sánchez is együtt turnézott az együttessel, és mindketten örültek, hogy abban a zenekarban játszhatnak, amit az öregedő bebopkirály vezet. Később mindkettőjüket Grammy-díjra jelölték. Ezekben az években Diz´ számos showban vendégként is megfordult, mint például a The Cosby Show-ban, vagy a Sesame Street-ben.
1982-ben egy rövid szerepet kapott Stevie Wonder Do I Do című számában. Utolsó éveiben fokozatosan fakult trombitája hangszíne, tónusa. Koncertjein többet játszott más trombitásokkal, barátaival – például Arturo Sandovallal, vagy Jon Faddisszal –, mint egyedül.
Egyedülálló humorérzékével is szórakoztatta a közönséget, jó példa erre a Louis Armstronggal 1959-ben játszott Umbrella Man, ahol Louis-val vígan fricskázzák egymást a dal szövegével. A Muppet Show-ban is megfordult a '80-as évek elején, ahol boldog trombitásként zenélt és táncolt a gyerekeknek.
1989-ben Gillespie már túl volt 300-adik fellépésen 27 országban, nem számítva az egyesült államokbeli 31 megyén belül 100 városban adott koncertjeit. Nigériában a hagyományok vezérének nevezték és egy tiszteletbeli kinevezést is kapott; a Kaliforniai Egyetem régensprofesszorává nevezték ki, ezenkívül tizennegyedik tiszteletbeli doktori diplomáját is átvehette a Berklee-i Zenei Főiskolától. Még ugyanebben az évben Grammy-életműdíjat kapott. A következő évben ismét egy új díjjal gazdagodott, megkapta a Kennedy Center által művészek számára alapított „Kennedy Center Honors” díjat és az Amerikai Zeneszerzők, Írók, és Kiadók Szövetsége által alapított Duke Ellington-díjat, melyet komponista, előadó, és zenekarvezetői munkásságáért vehetett át.
1992. november 26-án a New York-i Carnegie Hallban rendezték meg a második Bahá'í Világkongresszus, amely Dizzy születésnapi koncertje is volt, hiszen ekkor már egy hónapja betöltötte hetvenötödik életévét. Gillespie már harmincharmadik alkalommal jelent volna meg az évente megrendezett Bahá´í Kongresszuson, amely most Világkongresszussá avanzsált, azonban nem tehette, hiszen otthon feküdt, betegen, a ráktól szenvedve. Tiszteletüket tették azonban olyan zenészek, mint Jon Faddis, Marvin „Doc” Holladay, James Moody, Paquito D´Rivera, vagy a Mike Longo Trió Ben Brown basszusgitárossal és Mickey Roker dobossal. Mindannyian kijátszották a szívüket, de sejtették, hogy egykori mesterük, példaképük, zenésztársuk többé nem játszhat velük. Minden muzsikus lerótta a tiszteletét a barát, a nagy lélek és a jazz megújítója előtt, utoljára…
1993. január 6-án hetvenöt éves korában, rákban hunyt el, negyven évvel azután, hogy trombitája leesett, és formája megváltozott, ő megmaradt ugyanannak, aki volt, csak ettől kezdve az égieket szórakoztatta virtuóz trombitajátékával. A Flushing Temetőben helyezték örök nyugalomra, a New York-i Queensben. A gyászbeszédet Mike Longo mondta el, aki együtt volt Gillespie-vel a zenész halálának éjszakáján.
A bebop mesterének maradtak hírnökei özvegye; Lorraine Willis Gillespie, jazzénekes lánya; Jeanie Bryson, illetve unokája; Radji Birks Bryson-Barrett személyében.
Gillespinek két temetése volt. Az első a család, közeli barátok, zenésztársak számára tartott Bahá'í, a második, pedig a New York-i St. John Katedrálisban, a világ számára tartott temetés.
Dizzy Gillespie Bahá'í-nak vallotta magát 1970 óta, a Bahá´í vallás leghíresebb követője, amely segített neki megérteni helyét a világban és a zenében, valamint jó útra terelte az alkoholról a lelki gondolatok, meditációk felé, melyeket Nat Hentofftól merített, akit 40 éven át ismert. Ugyanő nevezte Gillespie-t a Bahá´í Jazznagykövetének.

## Lemezei
- 1950 – Dizzy Gillespie, Charlie Parker, Thelonious Monk – "Bird & Diz"
- 1952 – Dizzy Gillespie. "Dee Gee Days – The Savoy Sessions"
- 1953 – Dizzy Gillespie, Charles Mingus, Charlie Parker, Max Roach, Bud Powell – "At Massey Hall May 15, 1953"
- 1953 – Dizzy Gillespie, Stan Getz, Oscar Peterson, Ray Brown, Max Roach, Herb Ellis – "Diz & Getz"
- 1954 – Dizzy Gillespie. "Afro"
- 1957 – Dizzy Gillespie, Stan Getz, Coleman Hawkins – "Sittin' In"
- 1957 – Dizzy Gillespie – "At Newport"
- 1957 – Dizzy Gillespie, Sonny Rollins, Sonny Stitt – "Sonny Side Up"
- 1959 – Dizzy Gillespie – "Have Trumpet, Will Excite"
- 1961 – Dizzy Gillespie – "An Electrifying Evening with the Dizzy Gillespie Quintet"
- 1964 – Dizzy Gillespie, James Moody, Kenny Barron – "Jambo Caribe"
- 1967 – Dizzy Gillespie – "Swing Low, Sweet Cadillac"
- 1985 – Dizzy Gillespie, Robert Ameen, Branford Marsalis, Kenny Kirkland, Lonnie Plaxido – New Faces
- 1989 – Dizzy Gillespie és az Amerikai Nemzeti Zenekar– Live at the Royal Festival Hall London July 10, 1989
- 2000 – Dizzy Gillespie – Ken Burns Jazz

## Fordítás
- Ez a szócikk részben vagy egészben  a   Dizzy_Gillespie című angol Wikipédia-szócikk fordításán alapul.  Az eredeti cikk szerkesztőit annak laptörténete sorolja fel. Ez a jelzés csupán a megfogalmazás eredetét és a szerzői jogokat jelzi, nem szolgál a cikkben szereplő információk forrásmegjelöléseként.